# Келсі Браянт
Келсі Браянт  (англ. Kelci Bryant; нар. 15 січня 1989) — американська стрибунка у воду, олімпійська медалістка.

## Виступи на Олімпіадах
| Олімпіада   | Дисципліна                           | Місце |
| ----------- | ------------------------------------ | ----- |
| Пекін 2008  | синхронні стрибки з вишки з трамліна | 4     |
| Лондон 2012 | синхронні стрибки з вишки з трамліна | 2     |